# مصطفی مطورزاده
مصطفی مطورزاده (زادهٔ ۱۳۳۵ در خرمشهر) نمایندهٔ حوزهٔ انتخابیهٔ خرمشهر در دورهٔ‌های پنجم، هفتم و هشتم و دوازدهم مجلس شورای اسلامی و رئیس مجمع نمایندگان خوزستان بوده‌است. از سوابق مسئولیت‌های وی در مجلس می‌توان به نایب رئیس کمیسیون ویژه اقتصادی و رئیس فراکسیون بندرها و شهرهای ساحلی کشور اشاره‌کرد.
وی پیش از ورود به مجلس معاون فرماندار خرمشهر و بخشدار مرکزی اهواز بود